# Clarks Summit
Le borough de Clarks Summit est situé dans le comté de Lackawanna, dans le Commonwealth de Pennsylvanie, aux États-Unis. Sa population s’élevait à 5 116 habitants lors du recensement de 2010, estimée à 4 917 habitants en 2016.

## Source
- (en) Cet article est partiellement ou en totalité issu de l’article de Wikipédia en anglais intitulé « Clarks Summit, Pennsylvania » (voir la liste des auteurs).